# 艾伦·斯普莱特
艾伦·斯普莱特（英語：Alan Splet，1939年12月31日—1994年12月2日）美国音效设计师和音效剪辑师。他因电影黑神驹，在第52届奥斯卡金像奖上赢得了奥斯卡特别成就奖。他没有出席那届颁奖典礼，成立约翰尼·卡森的一系列笑柄。他后又因电影狼踪提名奥斯卡最佳音响效果奖。
他与导演大卫·林奇有着长期且极具成果的合作关系，他们一起制作了很多电影，包括橡皮头、沙丘和蓝丝绒。